# Poritia manilia
Poritia manilia är en fjärilsart som beskrevs av Hans Fruhstorfer 1912. Poritia manilia ingår i släktet Poritia och familjen juvelvingar. Inga underarter finns listade i Catalogue of Life.